# تعدد الزوجات في السعودية
تعترف المملكة العربية السعودية بتعدد الزوجات ويعتبر قانوني وفقا لأحكام الشريعة الإسلامية، الذي يسمح للرجل المسلم أن يتزوج 4 نساء في وقت واحد ويكون عادلا بينهن.